# Biser Michajlov
Biser Michajlov (bulharskou cyrilicí Бисер Михайлов) (30. června 1943, Sofie - 12. srpna 2020) byl bulharský fotbalový brankář. Jeho synem je bývalý fotbalový brankář Borislav Michajlov.

## Fotbalová kariéra
V bulharské lize chytal za Levski Sofia, nastoupil ve 226 utkáních. S týmem získal čtyři mistrovské tituly a tři vítězství v bulharském fotbalovém poháru. V Poháru mistrů evropských zemí nastoupil ve 3 utkáních, v Poháru vítězů pohárů nastoupil v 8 utkáních a v Poháru UEFA nastoupil ve 4 utkáních. Za reprezentaci Bulharska nastoupil v letech 1962-1971 v 5 utkáních.

## Ligová bilance
| Ročník                                | Zápasy | Góly | Klub         |
| ------------------------------------- | ------ | ---- | ------------ |
| 1. bulharská fotbalová liga 1961/1962 | 20     | 0    | Levski Sofia |
| 1. bulharská fotbalová liga 1962/1963 | 20     | 0    | Levski Sofia |
| 1. bulharská fotbalová liga 1963/1964 | 13     | 0    | Levski Sofia |
| 1. bulharská fotbalová liga 1964/1965 | 16     | 0    | Levski Sofia |
| 1. bulharská fotbalová liga 1965/1966 | 25     | 0    | Levski Sofia |
| 1. bulharská fotbalová liga 1966/1967 | 27     | 0    | Levski Sofia |
| 1. bulharská fotbalová liga 1967/1968 | 26     | 0    | Levski Sofia |
| 1. bulharská fotbalová liga 1968/1969 | 28     | 0    | Levski Sofia |
| 1. bulharská fotbalová liga 1969/1970 | 8      | 0    | Levski Sofia |
| 1. bulharská fotbalová liga 1970/1971 | 17     | 0    | Levski Sofia |
| 1. bulharská fotbalová liga 1971/1972 | 11     | 0    | Levski Sofia |
| 1. bulharská fotbalová liga 1972/1973 | 16     | 0    | Levski Sofia |
| 1. bulharská fotbalová liga 1973/1974 | 4      | 0    | Levski Sofia |
| 1. bulharská fotbalová liga 1974/1975 | 5      | 0    | Levski Sofia |
| CELKEM 1. bulharská fotbalová liga    | 226    | 0    |              |